# Hugh Aston
Hugh Aston (también deletreado Asseton, Assheton, Ashton, Haston; c. 1485 - enterrado el 17 de noviembre de 1558) era un compositor inglés del inicio del periodo Tudor. A pesar de que poco queda de su música,  es notable por sus escritos innovadores de música de iglesia y de teclado<ref> Music Fundamentals: A Balanced Approach, Sumy Takesue</ref> .Fue también un hombre políticamente activo, siendo alcalde, parlamentario, y concejal.

## Vida musical
Poco se conoce sabido sobre la vida de este importante compositor de la época de los Tudor, y su fecha y el sitio de nacimiento son actualmente desconocidos. Aun así, el 27 de noviembre de 1510 él solicitó el grado de Bachiller en Música en la Universidad de Oxford, proponiendo para su examen un oración de los volúmenes de Boecio, y la presentación (y ejecución) de una misa y un antífona. Declaró que había estudiado música en la Escuela de Música Universitaria durante ocho años (sugiriendo que tenía  alrededor de  25 años por entonces, por ello la fecha estimada de nacimiento es  de alrededor de 1485). Presumiblemente su estudio de Boethius era sobre De Institutione Musica del filósofo del siglo VI el cual había sido publicado en Venecia en 1491 y 1492 (Fue uno de los primeros trabajos musicales en ser publicados). Los registros Universitarios muestran que su examen tuvo éxito, y la Universidad ordenó que los procuradores universitarios que supervisaban el examen conservaran los dos manuscritos. Parece muy  probable que estos eran la Missa Te Deum Laudamus para cinco voces y la antífona Te Deum Laudamus claramente asociada a ella. Aunque los manuscritos originales no están en los archivos de la Escuela de Música hoy en día, hay copias excelentes de los años 1528-30 hechas probablemente para Colegio del Cardenal (ahora  Iglesia de Cristo) de Oxford y que están actualmente la Biblioteca Bodleian, Oxford.
Después de 1510 pudo haber vivido en Londres, y se sugiere que pudiera haber tenido alguna relación con la corte de Enrique VIII. En 1520/21 estuvo a sueldo del Decano y del Capítulo de la Iglesia de la Colegiata de Santa María en Warwick, para aconsejar de la adquisición e instalación de un nuevo órgano. En 1525 a lo más tardar, Aston estuvo residiendo  y trabajando en Leicester, como un registro textual  evidencia de la visita de un obispo durante los días 27 y 28 de noviembre de 1525 que está conservado en los Registros Diocesanos de Lincoln, y parece haberse quedado en Leicester el resto de su vida. Su cita era como encargado de los órganos y maestro de coro de la fundación real del Hospital y Colegio de Santa María de la Anunciación, que fue inaugurado por Enrique III, tercer Conde de Lancaster en 1330, y dotado y ampliado sustancialmente por su hijo Enrique IV, cuarto conde y más tarde primer Duque de Lancaster por una Acta de 24 de marzo de 1355/6. Conocido posteriormente como El Newarke, la institución tuvo un Deán y doce Canónigos, trece Vicarios de Coro, cuatro laicos y seis niños coristas. Al final del siglo XV  había conseguido un alto estatus y gran reputación musical y tenía el privilegio, aparentemente compartido solo con las Capillas Reales, de tener el derecho a reclutar cantantes y músicos excepcionales de otras instituciones sin su consentimiento, en otras palabras, a fichar a los músicos mejores del país. Quizás el ya bien considerado Aston fue reclutado por El Newarke utilizando este privilegio, pero no hay ninguna evidencia documental de cómo  o cuándo  llegó a ser contratado por la Coral del Colegio de Leicester.
Los  estatutos requerían entre muchas otras cosas el uso del Rito Sarum o Rito de Salisbury, una Misa diaria cantada en honor de Nuestra Señora, y también el canto de Maitines, una Misa Solemmne y Vísperas en más de dos docenas de festividades importantes, dirigidos por el Deán del Coro, así que hubiera sido un programa musical exigente para un coro de dieciséis personas(incluyendo al menos algunos de los Vicarios) y su director musical. Su salario inicial era de 10 libras al año (solo 2 libras menos al año que el Deán) y por 1540 esto había subido a 12 libras al  año. Además Aston, también referido a en algunos documentos como cantante y organista, tenía derecho a para recibir pagos significativos por servicios adicionales como funerales. En 1525 había sido recomendado al Cardinal Wolsey para  director de música en el nuevo Colegio del Cardenal en  Oxford, (ahora Colegio de Iglesia de Cristo y la Catedral) pero parece que Aston  declinó la oferta y para cualquier acontecimiento Wolsey nombró a John Taverner.  Aston continuó en El Newarke hasta que poco antes de la disolución final de la Fundación en la Pascua de 1548, y se retiró con una pensión de 12 libras al año. Por ese tiempo tuvo que ocupar al menos otras posiciones de consejero en otras instituciones corales puesto que recibía otras pensiones por algo más de 6 libras de otras instituciones corales suprimidas: Sully y Pipewell en Northamptonshire, Coventry y Kenilworth en Warwickshire, y las abadías de Leicestershire, de Launde y Santa  María de Pratis (= Leicester Abadía).

## Vida política
Antes de 1530 un tal Hugh Aston, casi con seguridad el músico puesto que no hay ninguno otro del mismo nombre registrado en siglo XVI en Leicester, representaba el distrito de Southgates en qué vivía como miembro del Ayuntamiento y más tarde como Concejal del Burgo, y por 1550 el distrito era incluso referido en el Registro de Leicester como “el distrito del Señor Hugh Aston”. De 1532 fue un juez de pazz, forense por dos años, auditor de Cuentas por un total de 16 años, Alcalde durante 1541-1542, uno de los dos Parlamentarios del distrito en el parlamento de 1555, y permaneció como Concejal hasta su muerte.

## Muerte
No se conoce la fecha exacta de su muerte, pero está enterrado el 17 de noviembre de 1558 en la iglesia parroquial de Santa Margarita, del distrito de Southgates. El 15 de noviembre de 2008, el 450 aniversario  de su muerte, el Servicio conmemorativo tuvo lugar en Santa Margarita, interpretándose dos antífonas de Aston, las dos piezas conocidas de teclado y gran parte del cantollano del Rito Sarum para la Misa de Réquiem de la liturgia antes de la reforma, que había sido restaurado por la Reina María.

## Obras
Cuatro composiciones vocales sacras de  Aston sobreviven sustancialmente completas:
- Missa Te Deum (Cinco voces)
- Missa Videte manus meas (Seis voces)
- Gaude mater matris Christe (Cinco voces)
- Te Deum laudamus (Cinco voces)

Otras composiciones sobreviven en fragmentos.
Además,  escribió música de teclado, la mayoría de la cual muestra un uso inusualmente progresivo del: su Hornepype en particular es a menudo citado como un ejemplo de escritura de teclado temprana. Algunos otras piezas de teclado tempranas famosas han sido atribuidas a él sobre bases estilísticas, incluyendo el a menudo grabados y usado en las antologías My Lady Careys Dompe.

## Grabaciones
Música para Completas, Stile Antico, Harmonia Mundi EE. UU. HMU 907419. Incluye Aston Gaude, virgo mater Christi y trabajos por Byrd, Tallis, Sheppard y Blancos.
Dos misas Tudor para el coro de la catedral de  Oxford, dirigido por Stephen Darlington. Metrónomo del Reino 1998, MET CD1030. Disco 2 es la misa de Hugh Aston  Videte Manus Meas.
Tres Antífonas Marianas: Música del Peterhouse Partbooks, dirigido por Scott Metcalfe. Blue Heron 2010, B003KWVNXS.